# Van třída

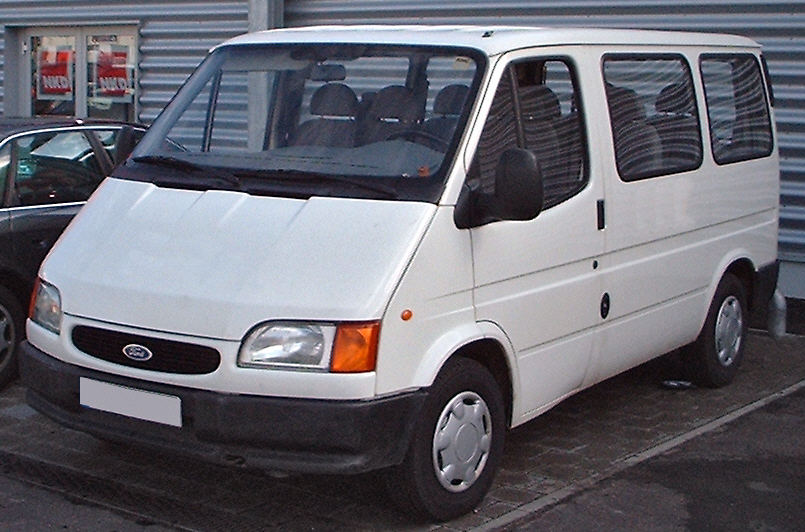
Dodávkový automobil Ford Transit

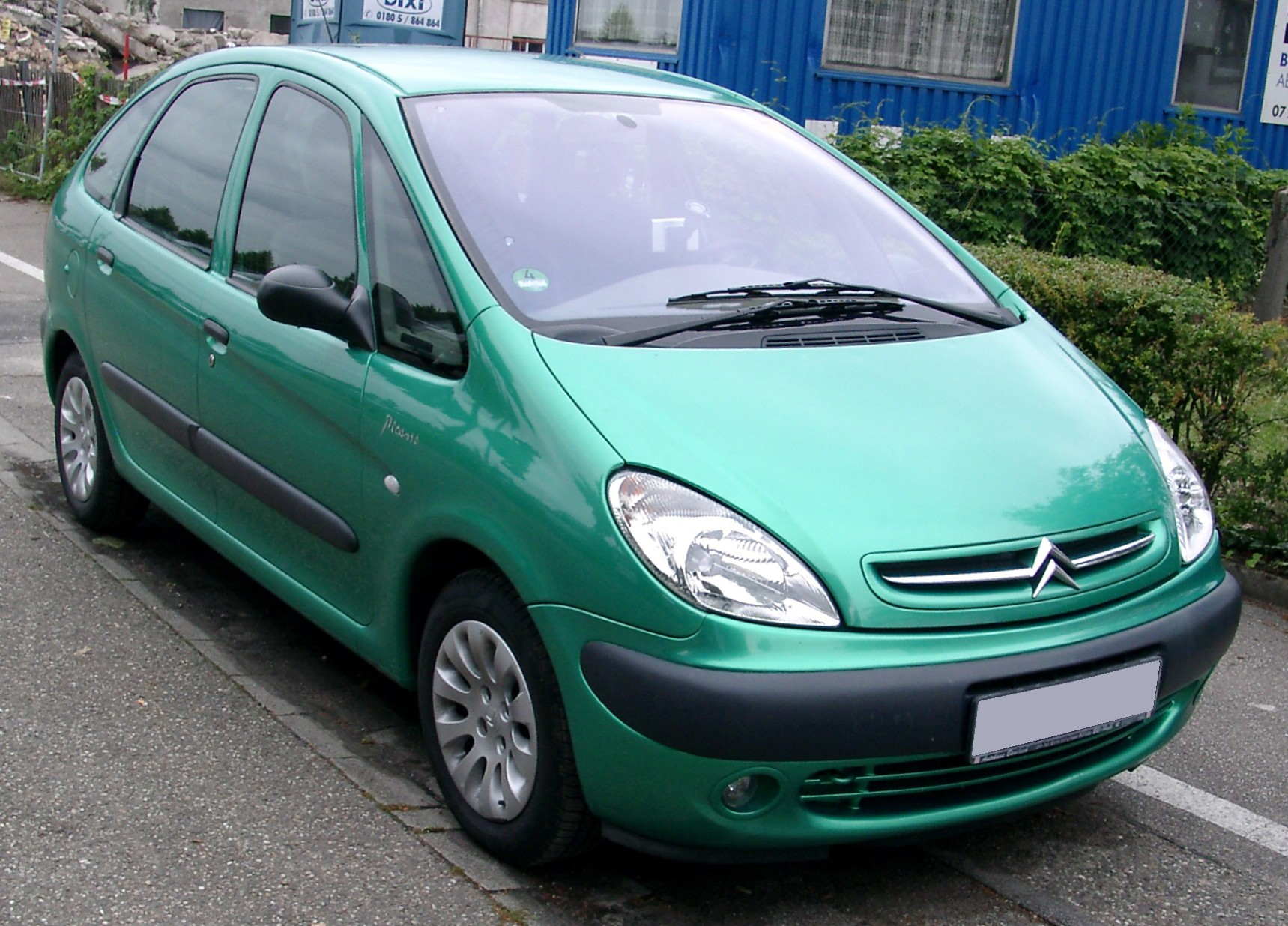
MPV Citroën Xsara Picasso

Van třída (označovaná také jako segment K) je kategorie automobilů. Tyto automobily mají větší rozměry, 5 nebo více míst a velký zavazadlový prostor. Automobily z této třídy jsou často odvozené od aut nižší střední třídy, střední třídy a vyšší střední třídy.
Tyto vozy jsou rozděleny na:
- MPV neboli minivany – velikostně se příliš neliší od některých automobilů střední třídy, obvykle mají 5 – 7 míst
- Dodávkové automobily – obvykle více než 5 míst, velký nákladový prostor

## Příklady automobilů Van třídy
- Citroën Berlingo
- Ford Transit
- Opel Meriva
- Peugeot 5008
- Peugeot Boxer
- Peugeot Partner
- Renault Espace
- Renault Scénic
- Volkswagen Transporter